# Israel Adesanya
Israel Mobolaji Temitayo Odunayo Oluwafemi Owolabi Adesanya (Lagos, Nigeria; 22 de julio de 1989), más conocido como Israel Adesanya, es un artista marcial mixto, boxeador, kickboxer y bailarín nigeriano naturalizado neozelandés. Actualmente compite en la categoría de peso mediano de Ultimate Fighting Championship (UFC), resultando campeón del Campeonato Mundial de Peso Medio de UFC en dos ocasiones, una vez del interino y acumuló cinco defensas exitosas. Desde el 4 de enero de 2025, ocupa el puesto número #4 en el ranking de peso medio de UFC.

## Primeros años
Adesanya nació en Lagos, Nigeria. Entrenó taekwondo por un corto tiempo durante su juventud, pero fue sacado por su madre luego de romperse el brazo. A la edad de 13 años se mudó a Rotorua, Nueva Zelanda y asistió a la escuela Rotorua Intermediate. Empezó a practicar kickboxing a los 18 años inspirado por la película de Muay Thai Ong-Bak: El guerrero Muay Thai y logró un récord amateur de kickboxing de 32–0 antes de mudarse y pelear en China.
A los 21 años, Adesanya volvió a Nueva Zelanda a la ciudad de Auckland y comenzó a entrenar en el gimnasio City Kickboxing con otros peleadores establecidos como Kai Kara-France y Dan Hooker.

## Carrera como kickboxer

### Comienzos
En mayo de 2010, Adesanya ganó la primera pelea de su racha de siete victorias consecutivas, derrotando a Tim Atonio por decisión unánime. Ganó sus siguientes seis peleas, peleando casi exclusivamente con Wu Lin Feng en China. Su racha ganadora le valió un lugar en el torneo Kunlun Fight 80 kg 2014, celebrado durante Kunlun Fight 2. Perdió la pelea semifinal contra Simon Marcus por decisión dividida en una ronda extra. Adesanya luego hizo su debut en Glory en Glory 15, cuando se enfrentó a Filip Verlinden. Verlinden ganó la pelea por decisión unánime. Los dos pelearon una revancha en Glory of Heroes 3, dos años después de su primera pelea, con Adesanya ganando por decisión unánime.
Adesanya participó en el torneo King in the Ring Cruiserweights II del circuito regional de Nueva Zelanda. En cuartos de final venció a Slava Alexeichik por decisión unánime, en semifinal venció a Pati Afoa por nocaut y ganó el torneo con un nocaut sobre Jamie Eades. Seis meses después, participó en el torneo Cruiserweights III de 2015. Marcó nocauts técnicos sobre Kim Loudon y Mark Timms en los cuartos de final y semifinales respectivamente, antes de ganar el torneo por segunda vez con un nocaut en el primer asalto sobre Pati Afoa. 
Adesanya subió de peso y también participó en The Heavyweights III 2015. Derrotó a Nase Foai por nocaut técnico en los cuartos de final y a Dan Roberts por KO en la semifinal, antes de enfrentarse a Jamie Eades en la final. Los dos se habían enfrentado previamente en la final del torneo de peso crucero de 2014. Adesanya ganó la final del torneo por decisión unánime.

### Campeonato de Peso Mediano de Glory
Adesanya ganó 5 de sus siguientes 6 peleas, incluidas victorias sobre Yousri Belgaroui y Bogdan Stoica. Su derrota se produjo a manos del futuro campeón de peso mediano GLORY, Alex Pereira, quien ganó por decisión unánime. 
Adesanya participó en el Torneo Glory Middleweight Contender 2016. Derrotó a Robert Thomas por decisión unánime en las semifinales y ganó el torneo con una victoria por decisión dividida sobre Yousri Belgaroui. Luchó contra Jason Wilnis por el campeonato de peso medio de Glory en Glory 37: Los Ángeles. Wilnis ganó la pelea por decisión unánime, aunque el resultado fue considerado controvertido. 
Su última pelea de kickboxing, antes de pasar a las artes marciales mixtas, fue una revancha con Alex Pereira en Glory of Heroes 7. Pereira ganó la pelea por nocaut, luego de derribar a Adesanya con un gancho de izquierda corto en el tercer asalto. 

## Carrera como artista marcial mixto

### Inicios
Adesanya hizo su debut profesional en 2012. Peleando en Nueva Zelanda, Australia y China durante los siguientes cinco años y medio, acumuló un récord de 11-0 (1 KO, 10 TKO’s) antes de firmar con la UFC.

### Ultimate Fighting Championship
En diciembre de 2017, se anunció que Adesanya había firmado con el UFC. Hizo su debut contra Rob Wilkinson el 11 de febrero de 2018 en UFC 221. Ganó la pelea por TKO en la segunda ronda. Tras el combate, recibió el premio a la Actuación de la Noche.
La próxima pelea de Adesanya fue programada el 14 de abril de 2018 contra Marvin Vettori en el UFC on Fox: Poirier vs. Gaethje. Ganó la pelea por decisión dividida.
Adesanya se enfrentó a Brad Tavares el 6 de julio de 2018 en el The Ultimate Fighter 27 Finale. Adesanya ganó la pelea por decisión unánime. Tras la victoria, recibió el premio a la Actuación de la Noche.
Adesanya se enfrentó a Derek Brunson el 3 de noviembre de 2018 en el UFC 230. Ganó la pelea por nocaut técnico en la primera ronda. Además, recibió el premio a la Actuación de la Noche.
Adesanya se enfrentó a la leyenda Anderson Silva el 10 de febrero de 2019 en el evento principal del UFC 234 (debido a que la pelea estelar entre Robert Whittaker y Kelvin Gastelum no pudiera realizarse). Adesanya ganó la pelea por decisión unánime. Además, recibió el premio a la Pelea de la Noche.
Adesanya se enfrentó a Kelvin Gastelum por el Campeonato Interino de Peso Mediano de UFC un 13 de abril de 2019 en el evento coestelar del UFC 236. Adesanya ganó la por decisión unánime en una contienda que recibiría el premio a Pelea de la Noche y Pelea del Año.
Adesanya se enfrentó a Robert Whittaker por la unificación del título de los pesos medianos en el evento principal del UFC 243, Adesanya ganó la pelea por nocaut en el segundo asalto unificando así el título, el propio Adesanya se autodeclaró doble campeón interino después de la unificación debido a que consideró que ya era campeón después de derrotar a Kelvin Gastelum por el título interino.
Adesanya se enfrentaría a Yoel Romero el 7 de marzo de 2020 en el evento estelar del UFC 248 debido a que Paulo Costa no estaba en condiciones de pelear por una lesión, Adesanya ganó la pelea por decisión unánime defendiendo así su título de los Pesos medianos por primera vez.
Adesanya se enfrentaría finalmente a Paulo Costa el 27 de septiembre de 2020 en el evento principal del UFC 253 en su segunda defensa del título de los Pesos medianos de la UFC, Adesanya ganó por nocaut técnico en el segundo asalto, esta fue una anticipada pelea ya que ambos contendientes tenían un récord con 0 derrotas y solo el ganador podría mantenerlo.
El 6 de marzo del 2021 se llevó a cabo UFC 259, Israel Adesanya se enfrentó a Jan Blachowicz en su primera, y hasta el momento, única pelea en la división de peso semipesado, donde se disputaba el cinturón de la división. El polaco Jan Błachowicz salió victorioso vía decisión unánime, defendiendo por primera vez su cinturón.
El 12 de junio del mismo año, Adesanya se enfrentó a Marvin Vettori en la UFC 263, donde defendió exitosamente su título de campeón de peso mediano. Israel ganó por decisión unánime.
Israel Adesanya se enfrentó a Robert Whittaker en una revancha por el Campeonato de Peso Medio de UFC. El combate tuvo lugar el 12 de febrero de 2022 en UFC 271. Adesanya ganó la revancha por decisión unánime.
Adesanya se enfrentó a Jared Cannonier el 2 de julio de 2022 en UFC 276. Ganó la pelea por decisión unánime. Esta victoria le valió el premio al primer lugar de Crypto.com Fan Bonus of the Night, mismo que le pagó en bitcoins $30,000 USD.
Adesanya se enfrentó a Alex Pereira por el Campeonato de Peso Medio de la UFC el 12 de noviembre de 2022 en UFC 281. Perdió el combate y el campeonato por TKO en el quinto asalto. Su primera derrota en peso mediano.
La revancha entre Adesanya y Alex Pereira por el Campeonato de Peso Medio de la UFC tuvo lugar el 8 de abril de 2023 en UFC 287. Ganó el combate y el campeonato por KO en el segundo asalto. Esta victoria le valió el premio a la Actuación de la Noche.
Adesanya se enfrentó a Sean Strickland el 10 de septiembre de 2023 en UFC 293. Perdió la pelea por decisión unánime tras un desempeño formidable del americano, los tres jueces puntuaron la pelea 49-46, de esta manera el segundo reinado de Adesanya en UFC llegó a su fin.
Adesanya se enfrentó a Dricus du Plessis en busca de recuperar el Campeonato de Peso Medio de UFC el 18 de agosto de 2024 en UFC 305 en Perth, Australia. Perdió la pelea por sumisión en el cuarto asalto, marcando la primera derrota de esta manera en su carrera.

## Carrera como boxeador
Adesanya comenzó su carrera en el boxeo profesional en noviembre de 2014 contra el dos veces campeón australiano Daniel Ammann. Se le concedió uno de los dos comodines para participar en el torneo inaugural de boxeo Super 8 de peso crucero. El evento estuvo encabezado por Shane Cameron y Kali Meehan en el North Shore Events Center en Auckland, Nueva Zelanda. Sufrió una derrota controvertida por decisión unánime después de que parecía haber superado a Ammann en los cuartos de final.
Adesanya volvió a participar en el torneo Super 8 en mayo de 2015, celebrado en el Horncastle Arena de Christchurch. Fue la segunda serie de peso crucero y el ganador recibió 25.000 dólares neozelandeses y un coche nuevo. Ganó su primera pelea profesional contra su compatriota neozelandés Asher Derbyshire en el primer puesto. Adesanya noqueó a su oponente en el segundo asalto. En la segunda pelea del torneo, Adesanya ganó por decisión mayoritaria a Lance Bryant. En la final del torneo, derrotó a Brian Minto por decisión dividida. 
Adesanya peleó en el torneo de peso crucero Super 8 de 2015. Ganó su semifinal contra Zane Hopman por decisión unánime y defendió la corona de peso crucero con una victoria por decisión unánime contra Lance Bryant en la final.

## Vida personal
Adesanya es un fanático del anime y ha declarado que le gustaría iniciar una productora de anime después de retirarse como deportista. Su apodo, «The Last Stylebender» es una referencia a Avatar: The Last Airbender, una serie de dibujos animados con influencias del anime. Tiene la imagen de uno de los personajes principales del programa, Toph Beifong, tatuada en su antebrazo.
Antes de incursionar como peleador, compitió regularmente en concursos de baile en toda Nueva Zelanda. Destacó su pasión por el baile en una huelga coreografiada en el evento UFC 243.
En 2023, se estrenó Stylebender, un documental centrado en la vida personal y profesional de Adesanya.

## Controversias

### Haciendo referencia al ataque del 11 de septiembre
En febrero de 2020, Adesanya fue criticado por los comentarios hechos en la conferencia de prensa previa a la pelea de UFC 248, donde hacía referencia a los ataques del 11 de septiembre al decirle a su oponente Yoel Romero que «se desmoronara como las Torres Gemelas». Al día siguiente, el peleador se disculpó en mediante su cuenta de Instagram y dijo: «Simplemente estaba divagando y mi cerebro trabajó más rápido que mi boca en un momento para elegir el eufemismo equivocado. Hablas por el micrófono suficientes veces y estás Seguro que fallaré en algunas barras. Lo hice en este y lo siento. Seré más cuidadoso en el futuro con mis palabras».

### Comentario sexual despectivo
El 25 de marzo de 2021, el vice primer ministro y ministro de Deportes de Nueva Zelanda, Grant Robertson, se pronunció contra los «comentarios frívolos» de Adesanya en su Instagram («Hermano, te violaré») dirigido a su compañero peleador de peso mediano de UFC, Kevin Holland. Robertson comentó: «Estoy seguro de que Israel entiende eso, creo que ha eliminado el tweet en cuestión. Dependerá de UFC lo que hagan. Pero ciertamente le dejaría claro a él [Adesanya] y a cualquiera. En realidad, tenemos que tomarnos la violación en serio. No es un tema sobre el que nadie deba hacer bromas o comentarios frívolos en absoluto».

### Arresto por posesión de nudillos de bronce
El 16 de noviembre de 2022, Adesanya fue arrestado en el Aeropuerto Internacional John F. Kennedy en la ciudad de Nueva York por posesión de nudillos de bronce.

### Conducir ebrio
El 19 de agosto de 2023, Adesanya fue detenido por conducir ebrio en Nueva Zelanda, donde no pasó una prueba de alcohol en sangre (alcanzando 87 mg por 100 ml). Eso es más que el límite legal de 50 mg y un poco más del umbral de 80 mg para un delito punible con prisión. El 10 de enero de 2024, en lugar de ir a la cárcel, le impusieron una multa de 1.500 dólares y una suspensión de conducción de seis meses.

## Campeonatos y logros

### Artes marciales mixtas
- Ultimate Fighting Championship
  - Campeonato de Peso Mediano de UFC (dos veces)
  - Campeonato Interino de Peso Mediano de UFC (una vez)
  - Actuación de la Noche (seis veces)
  - Pelea de la Noche (dos veces)

- Australian Fighting Championship
  - Campeón de peso medio de AFC

- Hex Fighting Series Middleweight
  - Campeón de peso medio de Hex Fighting Series Middleweight (una vez)

### Kickboxing
- Glory
  - Glory 34: Denver - Campeón del torneo de contendientes de peso mediano
- King in the Ring
  - King in the Ring 86 – The Cruiserweights II Tournament Champion.
  - King in the Ring 86 – The Cruiserweights III Tournament Champion.
  - King in the Ring 100 – The Heavyweights III Tournament Champion.
  - Más títulos en la historia de King in the Ring (3)

## Récord en artes marciales mixtas
| Récord profesional | Récord profesional | Récord profesional |
| 28 peleas          | 24 victorias       | 5 derrotas         |
| ------------------ | ------------------ | ------------------ |
| Nocaut             | 16                 | 2                  |
| Sumisión           | 0                  | 1                  |
| Decisión           | 8                  | 2                  |

| Resultado | Récord | Oponente            | Método                            | Evento                                  | Fecha                    | Ronda | Tiempo | Localización                     | Notas                                                                                       |  |
| --------- | ------ | ------------------- | --------------------------------- | --------------------------------------- | ------------------------ | ----- | ------ | -------------------------------- | ------------------------------------------------------------------------------------------- |  |
| Derrota   | 24–5   | Nassourdine Imavov  | TKO (golpes)                      | UFC Fight Night: Adesanya vs. Imavov    | 1 de febrero de 2025     | 2     | 0:30   | Riyadh, Saudi Arabia             |                                                                                             |  |
| Derrota   | 24–4   | Dricus du Plessis   | Sumisión (neck crank)             | UFC 305                                 | 18 de agosto de 2024     | 4     | 3:38   | Perth                            | Por el Campeonato de Peso Mediano de UFC.                                                   |  |
| Derrota   | 24–3   | Sean Strickland     | Decisión (unánime)                | UFC 293                                 | 9 de septiembre de 2023  | 5     | 5:00   | Sídney                           | Perdió el Campeonato de Peso Mediano de UFC.                                                |  |
| Victoria  | 24–2   | Alex Pereira        | KO (golpes)                       | UFC 287                                 | 8 de abril de 2023       | 2     | 4:21   | Miami, Florida                   | Ganó el Campeonato de Peso Mediano de UFC; Actuación de la Noche.                           |  |
| Derrota   | 23–2   | Alex Pereira        | TKO (golpes)                      | UFC 281                                 | 12 de noviembre de 2022  | 5     | 2:01   | Nueva York, Nueva York           | Perdió el Campeonato de Peso Mediano de UFC.                                                |  |
| Victoria  | 23–1   | Jared Cannonier     | Decisión (unánime)                | UFC 276                                 | 2 de julio de 2022       | 5     | 5:00   | Las Vegas, Nevada                | Defendió el Campeonato de Peso Mediano de UFC.                                              |  |
| Victoria  | 22–1   | Robert Whittaker    | Decisión (unánime)                | UFC 271                                 | 12 de febrero de 2022    | 5     | 5:00   | Houston, Texas                   | Defendió el Campeonato de Peso Mediano de UFC.                                              |  |
| Victoria  | 21–1   | Marvin Vettori      | Decisión (unánime)                | UFC 263                                 | 12 de junio de 2021      | 5     | 5:00   | Glendale, Arizona                | Defendió el Campeonato de Peso Mediano de UFC.                                              |  |
| Derrota   | 20–1   | Jan Błachowicz      | Decisión (unánime)                | UFC 259                                 | 6 de marzo de 2021       | 5     | 5:00   | Las Vegas, Nevada                | Por el Campeonato de Peso Semipesado de UFC.                                                |  |
| Victoria  | 20–0   | Paulo Costa         | TKO (golpes)                      | UFC 253                                 | 26 de septiembre de 2020 | 2     | 3:59   | Abu Dabi                         | Defendió el Campeonato de Peso Mediano de UFC; Actuación de la Noche.                       |  |
| Victoria  | 19–0   | Yoel Romero         | Decisión (unánime)                | UFC 248                                 | 7 de marzo de 2020       | 5     | 5:00   | Paradise, Nevada                 | Defendió el Campeonato de Peso Mediano de UFC.                                              |  |
| Victoria  | 18–0   | Robert Whittaker    | KO (golpes)                       | UFC 243                                 | 5 de octubre de 2019     | 2     | 3:55   | Melbourne                        | Ganó el Campeonato de Peso Mediano de UFC; Actuación de la Noche.                           |  |
| Victoria  | 17–0   | Kelvin Gastelum     | Decisión (unánime)                | UFC 236                                 | 13 de abril de 2019      | 5     | 5:00   | Atlanta, Georgia                 | Ganó el Campeonato Interino de Peso Mediano de UFC; Pelea de la Noche. Pelea Del Año (2019) |  |
| Victoria  | 16–0   | Anderson Silva      | Decisión (unánime)                | UFC 234                                 | 9 de febrero de 2019     | 3     | 5:00   | Melbourne                        | Pelea de la Noche.                                                                          |  |
| Victoria  | 15–0   | Derek Brunson       | TKO (patada a la cabeza y golpes) | UFC 230                                 | 3 de noviembre de 2018   | 1     | 4:51   | Ciudad de Nueva York, Nueva York | Actuación de la Noche.                                                                      |  |
| Victoria  | 14–0   | Brad Tavares        | Decisión (unánime)                | The Ultimate Fighter: Undefeated Finale | 6 de julio de 2018       | 5     | 5:00   | Las Vegas, Nevada                | Actuación de la Noche.                                                                      |  |
| Victoria  | 13–0   | Marvin Vettori      | Decisión (dividida)               | UFC on Fox: Poirier vs. Gaethje         | 14 de abril de 2018      | 3     | 5:00   | Glendale, Arizona                |                                                                                             |  |
| Victoria  | 12–0   | Rob Wilkinson       | TKO (rodillazos y golpes)         | UFC 221                                 | 11 de febrero de 2018    | 2     | 3:37   | Perth                            | Actuación de la Noche.                                                                      |  |
| Victoria  | 11–0   | Stuart Dare         | KO (patada a la cabeza)           | Hex Fighting Series 12                  | 24 de noviembre de 2017  | 1     | 4:53   | Melbourne                        | Ganó el título vacante de Hex Fighting Series.                                              |  |
| Victoria  | 10–0   | Melvin Guillard     | TKO (golpes)                      | Australia Fighting Championship 20      | 28 de julio de 2017      | 1     | 4:49   | Melbourne                        | Ganó el título de AFC del peso medio.                                                       |  |
| Victoria  | 9–0    | Murad Kuramagomedov | TKO (golpes)                      | Wu Lin Feng: E.P.I.C. 4                 | 28 de mayo de 2016       | 2     | 1:05   | Henan                            |                                                                                             |  |
| Victoria  | 8–0    | Andrew Flores Smith | TKO (parada médica)               | Glory of Heroes 2                       | 7 de mayo de 2016        | 1     | 5:00   | Shenzhen                         |                                                                                             |  |
| Victoria  | 7–0    | Dibir Zagirov       | TKO (golpes)                      | Wu Lin Feng: E.P.I.C. 2                 | 13 de marzo de 2016      | 2     | 2:23   | Henan                            |                                                                                             |  |
| Victoria  | 6–0    | Vladimir Katykhin   | TKO (parada médica)               | Wu Lin Feng: E.P.I.C. 1                 | 13 de enero de 2016      | 2     | N/A    | Henan                            |                                                                                             |  |
| Victoria  | 5–0    | Gele Qing           | TKO (codazos)                     | Wu Lin Feng 2015: New Zealand vs. China | 5 de septiembre de 2015  | 2     | 3:37   | Auckland                         |                                                                                             |  |
| Victoria  | 4–0    | Maui Tuigamala      | TKO (patada al cuerpo)            | Fair Pay Fighting 1                     | 5 de septiembre de 2015  | 2     | 1:25   | Auckland                         |                                                                                             |  |
| Victoria  | 3–0    | Kenan Song          | TKO (golpes)                      | The Legend of Emei 3                    | 8 de agosto de 2015      | 1     | 1:59   | Shahe                            |                                                                                             |  |
| Victoria  | 2–0    | John Vake           | TKO (golpes)                      | Shuriken MMA: Best of the Best          | 15 de junio de 2013      | 2     | 3:10   | Auckland                         |                                                                                             |  |
| Victoria  | 1–0    | James Griffiths     | TKO (golpes)                      | Supremacy Fighting Championship 9       | 24 de marzo de 2012      | 1     | 2:09   | Auckland                         |                                                                                             |  |

## Record en boxeo
| Record Profesional | Record Profesional | Record Profesional |
| 6 peleas           | 5 Victorias        | 1 Derrotas         |
| Nocaut             | 1                  | 0                  |
| Decisión           | 4                  | 1                  |
| ------------------ | ------------------ | ------------------ |

| Resultado | Récord | Oponente         | Método | Asalto - Tiempo | Fecha                   | Localización                                    | Notas                                                      |
| Victoria  | 5-1    | Lance Bryant     | DU     | 3               | 13 de noviembre de 2015 | SkyCity, Auckland, Nueva Zelanda                | Torneo de Boxeo Súper 8 IV: final de peso crucero          |
| Victoria  | 4-1    | Zane Hopman      | DU     | 3               | 3 de noviembre de 2015  | SkyCity, Auckland, Nueva Zelanda                | Torneo de Boxeo Súper 8 IV: semifinal de peso crucero      |
| Victoria  | 3-1    | Brian Minto      | DD     | 3               | 30 de abril de 2015     | Horncastle Arena Christchurch, Nueva Zelanda    | Torneo de Boxeo Súper 8 III: final de peso crucero.        |
| Victoria  | 2-1    | Lance Bryant     | DM     | 3               | 30 de marzo de 2015     | Horncastle Arena Christchurch, Nueva Zelanda    | Torneo de Boxeo Súper 8: semifinal de peso crucero.        |
| Victoria  | 1-1    | Asher Derbyshire | KO     | 2 (3)           | 28 de marzo de 2015     | Horncastle Arena Christchurch, Nueva Zelanda    | Torneo de Boxeo Súper 8: cuartos de final de peso crucero. |
| Derrota   | 0–1    | Daniel Ammann    | DU     | 3               | 22 de noviembre de 2014 | Centro de eventos de North Shore, Nueva Zelanda |                                                            |

## Peleas en Pay-per-view
| N.º            | Evento         | Pelea                    | Fecha                    | Sede                  | Ciudad                            | Compras de PPV |
| -------------- | -------------- | ------------------------ | ------------------------ | --------------------- | --------------------------------- | -------------- |
| 1.             | UFC 234        | Adesanya vs. Silva       | 19 de febrero de 2019    | Rod Laver Arena       | Melbourne, Australia              | 175,000        |
| 2.             | UFC 243        | Whittaker vs. Adesanya   | 8 de octubre de 2019     | Marvel Stadium        | Melbourne, Australia              | (No revelado)  |
| 3.             | UFC 248        | Adesanya vs. Romero      | 7 de marzo de 2020       | T-Mobile Arena        | Las Vegas, Nevada, Estados Unidos | (No revelado)  |
| 4.             | UFC 253        | Adesanya vs. Costa       | 27 de septiembre de 2020 | Flash Forum           | Abu Dhabi, Emiratos Árabes Unidos | 700,000        |
| 5.             | UFC 259        | Blachowicz vs. Adesanya  | 6 de marzo de 2021       | UFC Apex              | Las Vegas, Nevada, Estados Unidos | 800,000        |
| 6.             | UFC 263        | Adesanya vs. Vetorri 2   | 12 de junio de 2021      | Gila River Arena      | Arizona, Estados Unidos           | 600,000        |
| 7.             | UFC 271        | Adesanya vs. Whittaker 2 | 12 de febrero de 2022    | Toyota Center         | Texas, Estados Unidos             | (No revelado)  |
| 8.             | UFC 276        | Adesanya vs. Cannonier   | 2 de julio de 2022       | T-Mobile Arena        | Las Vegas, Nevada, Estados Unidos | (No revelado)  |
| 9.             | UFC 281        | Adesanya vs. Pereira     | 12 de noviembre de 2022  | Madison Square Garden | Nueva York, Estados Unidos        | (No revelado)  |
| 10.            | UFC 287        | Pereira vs. Adesanya 2   | 8 de abril de 2023       | Kaseya Center         | Miami, Florida, Estados Unidos    | (No revelado)  |
| 11.            | UFC 293        | Adesanya vs. Strickland  | 10 de septiembre de 2023 | Qudos Bank Arena      | Sídney, Australia                 | (No revelado)  |
| Ventas totales | Ventas totales | Ventas totales           | Ventas totales           | Ventas totales        | Ventas totales                    | 2,275,000      |